# Afromelittia natalensis
Afromelittia natalensis is een vlinder uit de familie wespvlinders (Sesiidae), onderfamilie Sesiinae.
Afromelittia natalensis is voor het eerst wetenschappelijk beschreven door Butler in 1874. De soort komt voor in het Afrotropisch gebied.